# Estación Nos
Nos es una estación ferroviaria perteneciente al Tren Nos-Estación Central. Está ubicada en avenida Portales altura del Mall Plaza Sur en San Bernardo, en el kilómetro 20 de la red sur de ferrocarriles.

## Historia

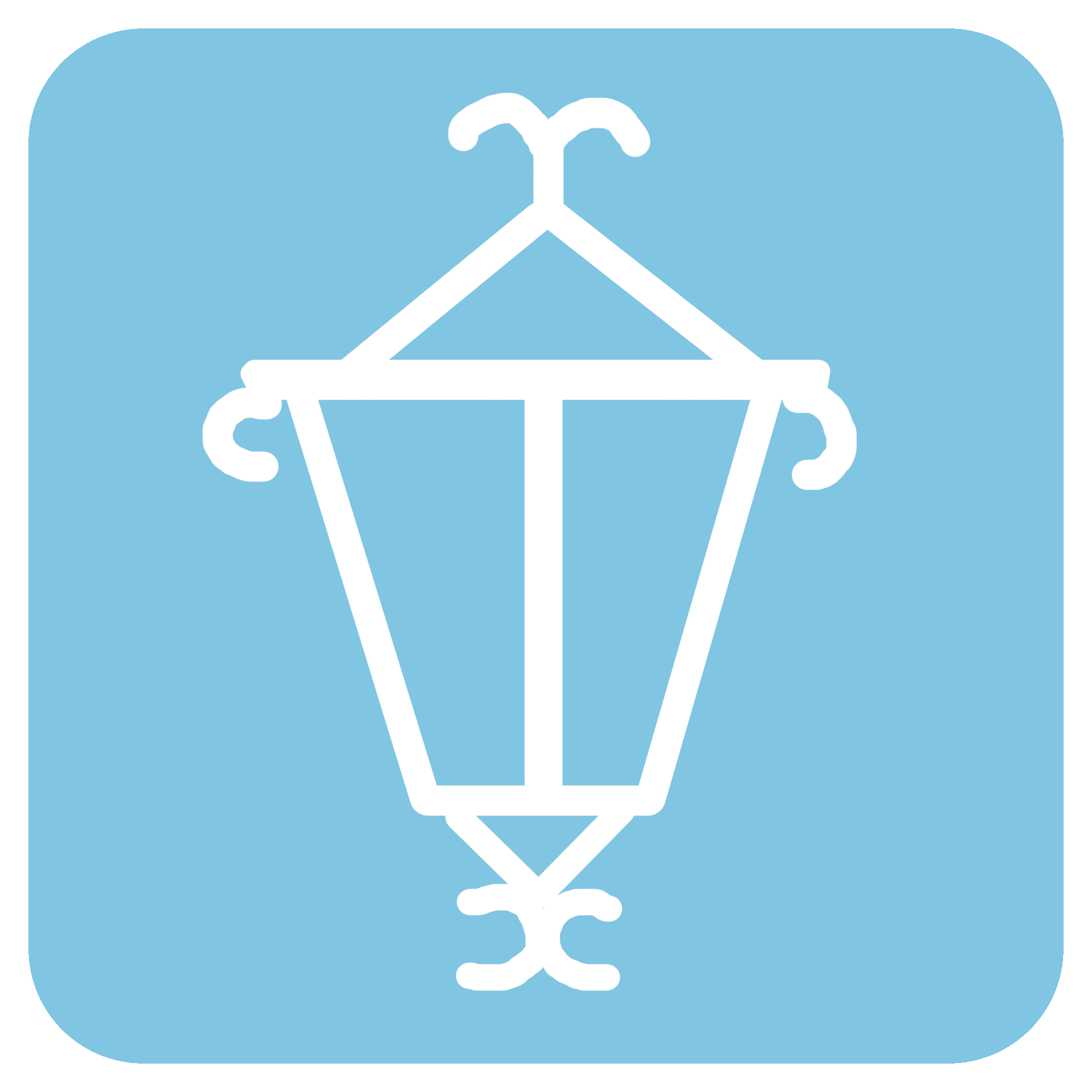
Pictograma que identificaba a la estación en 2001.

Su antigua edificación, ubicada en las coordenadas 33°38′12.6″S 70°42′24.3″O / -33.636833, -70.706750 y demolida en 1998, era muy similar a la Estación Lo Espejo, ubicada un poco más al norte. Actualmente es detención del servicio Alameda-Nos, en el cual recibe gran cantidad de público. Se encuentra frente al centro comercial Mall Plaza Sur. El patio estación cuenta con 5 vías, 2 de ellas en operación y 3 en desuso.

## Conexión con Red Metropolitana de Movilidad
El ingreso a la estación es por medio de torniquetes, utilizando el sistema integrado de la tarjeta bip.
La estación posee 3 paraderos de la Red Metropolitana de Movilidad en sus alrededores, los cuales corresponden a:
| Paradero/ Código                                | Recorridos |
| ----------------------------------------------- | --- |
| Parada 1 / Estación Nos (PG728)                 | 211 (La Florida) - G02 (Catemito) - G07 (San Francisco) - G37 (Estación San Bernardo) - G46 (General Urrutia) |
| Parada 2 / Estación Nos (PG1745)                | 211 (Nos) - G02 (Puente Los Morros) - G07 (Lo Herrera) - G37 (El Romeral) - G46 (La Estancilla de Nos)        |
| Mall Plaza Sur / esq. Avenida Portales (PG1790) | G08v (Metro La Cisterna) - G38 (Metro Hospital El Pino)                                                       |